# 涅爾皮奇耶湖 (薩哈共和國)
涅爾皮奇耶湖是俄羅斯的湖泊，位於科雷馬河左岸的科雷馬低地，由薩哈共和國負責管轄，面積237平方公里，湖水主要來自雨水和融雪。